# Duffyia basilewskyi
Duffyia basilewskyi là một loài bọ cánh cứng trong họ Cerambycidae.